# ジョージ・エヴァンス (第4代カーベリー男爵)
第4代カーベリー男爵ジョージ・エヴァンス（英語: George Evans, 4th Baron Carbery、1766年2月18日 – 1804年12月31日）は、イギリスの政治家、アイルランド貴族。1802年から1804年まで庶民院議員を務めた。

## 生涯
第3代カーベリー男爵ジョージ・エヴァンスと2人目の妻エリザベス（Elizabeth、旧姓ホートン（Horton）、1789年6月14日没、クリストファー・ホートンの娘）の息子として、1766年2月18日に生まれた。1778年から1781年までイートン・カレッジで教育を受けた後、1784年5月5日にケンブリッジ大学トリニティ・カレッジに入学した。1783年5月26日に父が死去すると、カーベリー男爵位を継承した。父と同じく、アイルランドとイングランドに領地を有したが、主にイングランドに住んだ。
1793年2月18日、ノーサンプトンシャーの副統監に任命された。1797年4月20日、ノーサンプトンシャー志願騎兵隊の副隊長に任命された。
政治では1788年12月にホイッグ・クラブ（Whig Club）に、1789年4月にブルックス・クラブに入会、1798年4月24日にアイルランド貴族院議員に就任した。1802年イギリス総選挙で初代エクセター侯爵ヘンリー・セシルの支持を受けてラトランド選挙区から出馬、当選を果たした。議会で演説した記録はなく、議会で1804年4月にアディントン内閣を擁護したが、結局内閣は崩壊した。第2次小ピット内閣にも支持したとされる。
1802年に一度血管が破裂していたが、1804年に再度血管が破裂し、同年12月31日にホテルで死去した。叔父ジョンが爵位を継承した。

## 家族

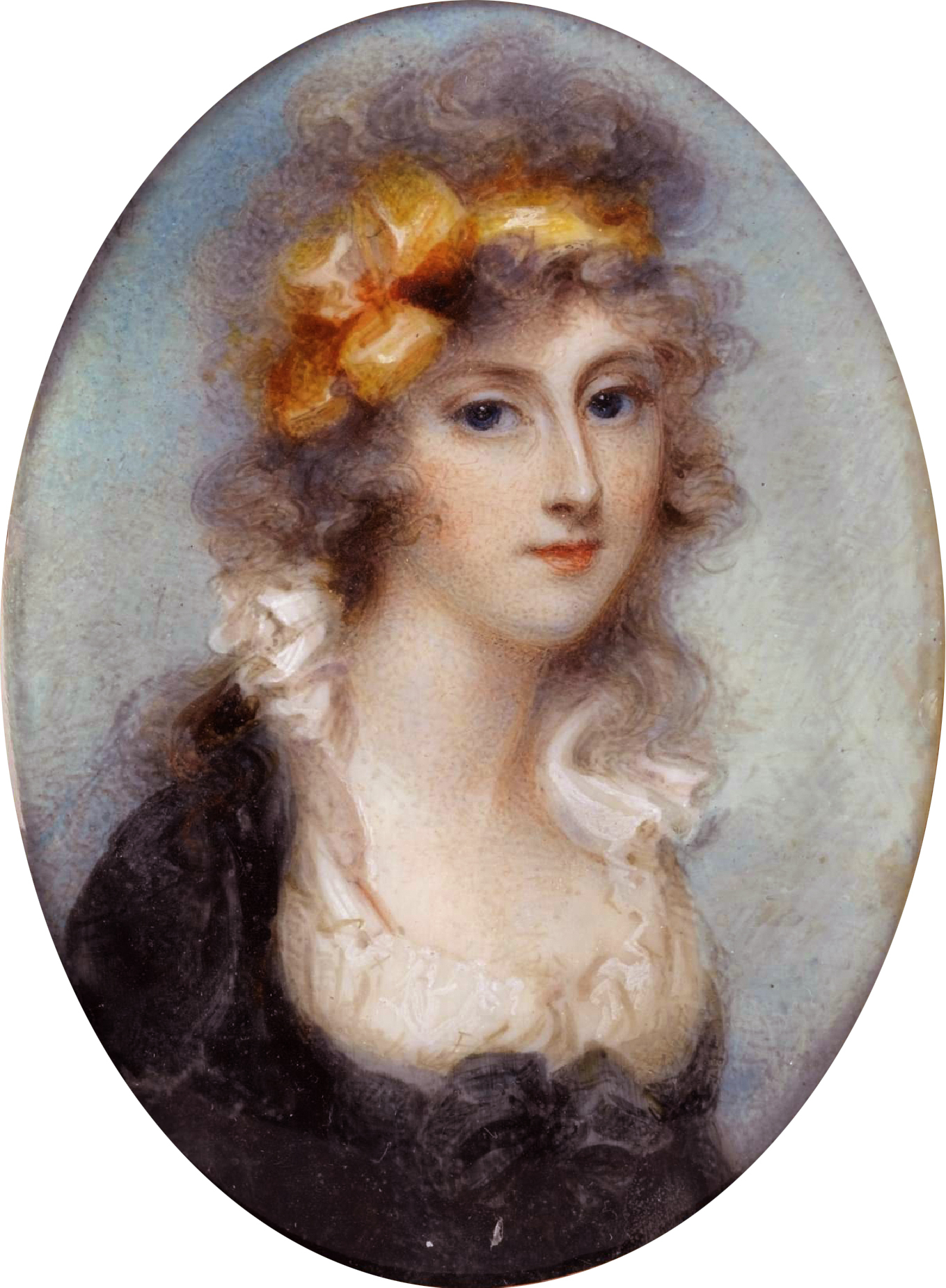
カーベリー男爵夫人スーザン。アン・ミー画、1795年ごろ。

1792年8月13日、スーザン・ワトソン（Susan Watson、1828年10月没、ヘンリー・ワトソン大佐の娘）と結婚したが、2人の間に子供はいなかった。ヘンリー・ワトソンはイギリス東インド会社のエンジニアであり、その相続人であるスーザンの財産は年収6,000ポンド相当だった。第4代カーベリー男爵の死後、スーザンは1806年1月21日にジョージ・エヴァンス＝フリーク（George Evans-Freke、初代準男爵サー・ジョン・フリークの息子、第6代カーベリー男爵ジョン・エヴァンス＝フリークの弟）と再婚、カーベリー男爵家の家計を救った。